# Matthew Burrows
Matthew Burrows (Newtownards, 15 ottobre 1985) è un ex calciatore nordirlandese, di ruolo attaccante.

## Carriera
Ha segnato un gol al volo di tacco da circa 16 metri dal centro dell'area contro il Portadown FC nei minuti di recupero. Il goal ha ricevuto riconoscimenti internazionali, con milioni di visualizzazioni del goal su YouTube e in programmi sportivi nel mondo. Tale rete si è piazzata al quarto posto nel FIFA Puskás Award 2010.
In carriera ha giocato complessivamente 74 partite nella prima divisione nordirlandese, oltre ad una presenza nei turni preliminari della UEFA Europa League 2011-2012.

## Palmarès

### Club

#### Competizioni nazionali
- Campionato nordirlandese: 1

Glentoran: 2008-2009
- Irish Cup: 1

Irish Cup: 2012-2013
- Irish Football League Cup: 1

Glentoran: 2009-2010